# Daniel Reichelt
Daniel Reichelt (* 22. Mai 1974) ist ein deutscher Jurist. Er ist seit dem 1. Oktober 2021 Richter am Bundesgerichtshof.

## Leben und Wirken
Reichelt war nach dem Abschluss seiner juristischen Ausbildung zunächst als Rechtsanwalt tätig. 2005 trat er in den Justizdienst des Landes Schleswig-Holstein ein und war bei dem Amtsgericht Husum und dem Landgericht Flensburg eingesetzt. 2008 erfolgte seine Ernennung zum Richter am Amtsgericht in Husum. Von September 2012 bis Februar 2013 war Reichelt an das Schleswig-Holsteinische Oberlandesgericht abgeordnet. Im September 2014 erfolgte dort seine Ernennung zum Richter am Oberlandesgericht. Von Oktober 2015 bis September 2018 war er als wissenschaftlicher Mitarbeiter an den Bundesgerichtshof abgeordnet. Er war seit Oktober 2020 im Nebenamt berufsrichterliches Mitglied des Schleswig-Holsteinischen Anwaltsgerichtshofs. Reichelt ist promoviert.
Das Präsidium des Bundesgerichtshofs wies Reichelt dem vornehmlich für das Kauf-, Leasing- und Wohnraummietrecht zuständigen VIII. Zivilsenat zu.